# دومينيك قروس
دومينيك قروس (بالفرنسية: Dominique Gros)‏ هو سياسي فرنسي، ولد في 2 يناير 1943 في ريوم في فرنسا. حزبياً، نشط في الحزب الاشتراكي. وقد انتخب عضو مجلس جهوي وانتخب Mayor of Metz ‏ (21 مارس 2008 – ).